# Barbara Krafft
Barbara Krafft, nata Steiner (Iglau, 1º aprile 1764 – Bamberga, 28 settembre 1825), è stata una pittrice austriaca ricordata soprattutto per il ritratto postumo di Wolfgang Amadeus Mozart.

## Biografia
Nata a Iglau (oggi Jihlava, nell'odierna Repubblica Ceca), Barbara era figlia di Johann Nepomuk Steiner, un pittore alla corte austriaca. Insieme al padre (che fu anche suo maestro) viaggiò a Vienna dove pubblicò il suo primo lavoro nel 1786 all'Accademia di belle arti di Vienna. Nel 1789 si sposò con Josef Krafft, un farmacista viennese. Nel 1792 nacque il loro figlio Johann August Krafft, che fu pittore e litografo dopo aver studiato presso la madre. Nel 1804 Barbara si separò dal marito e si stabilì a Salisburgo, dove visse fino al 1821, per poi spostarsi a Bamberga, dove morì nel 1825.